# Eurysternus truncus
Eurysternus truncus là một loài bọ cánh cứng trong họ Bọ hung (Scarabaeidae).